# Parafia św. Mikołaja i Matki Bożej Śnieżnej w Kotliskach
Parafia Świętego Mikołaja i Matki Bożej Śnieżnej w Kotliskach – parafia rzymskokatolicka, znajdująca się w diecezji legnickiej, w dekanacie Nowogrodziec.